# Nastavna baza
Nastavna baza sveučilištima jest svaka organizacija (bolnica, dom zdravlja, institut, i ina zdravstvena ustanova, specijalizirana ustanova, znanstvena ustanova, visokoškolska i školska ustanova, državno tijelo, tvrtka, ljekarna, trgovačko društvo, ured, udruga, športski klub, jedinica lokalne uprave i samouprave i sl.) s kojom je sveučilište sklopilo sporazum odnosno ugovor o suradnji na temelju kojeg se izvođenje dijela nastave (nastavna odnosno stručna praksa) može organizirati u organizaciji ili ustanovi pod nadzorom nastavnika sveučilišta, a uz primjereno sudjelovanje stručnih osoba–mentora zaposlenika ustanove ili organizacije, sukladno studijskom programu i izvedbenom planu nastave određenog studija ili inom programu koji se temelji na načelima cjeloživotnog učenja, te uz sprovođenje standardnih postupaka osiguravanja i unaprjeđenja kvalitete, a sve u svrhu povezivanja prakse, nastave, istraživanja odnosno znanosti i visokog obrazovanja. Potpisanim sporazumom odnosno ugovorom sveučilište i organizacija koja je nastavna baza uređuju sva pitanja vezana uz način izvođenja nastave, istraživanja i ostale oblike suradnje: mjesto izvođenja, oznaka mjesta izvođenja, vrijeme, način, uvjeti, troškovi, evidencije i ostala važna pitanja sporazumnih odnosno ugovornih strana.